# Follestad Station
Follestad Station (Follestad stasjon) var en jernbanestation på Bratsbergbanen, der lå i Skien kommune i Norge. Strækningen den lå på regnes nu som en del af Vestfoldbanen.
Stationen blev åbnet som holdeplads 20 juni 1918. Stationen blev anlagt, efter at Bratsbergbanen og Vestfoldbanen var blevet koblet sammen i Skien. Den kom til at ligge mellem Eikonrød Station og den nye Skien Station i Nylende, dvs. nord for forgreningspunktet og dermed ikke på den gamle tracé ned til Skien G Station. Stationen blev nedgraderet til trinbræt 27. maj 1962. Betjeningen med persontog ophørte 1. juni 1986, og 29. maj 1988 blev den nedlagt.
Stationsbygningen var oprindeligt opført som tomandsbolig og blev ombygget til jernbaneformål. Den er senere solgt fra.